# Ordinariat militaire d'Équateur
L'ordinariat militaire d'Équateur (en latin : Ordinariatus Militaris Aequatoria ; en espagnol : Obispado castrense del Ecuador) est un ordinariat militaire de l'Église catholique en Équateur directement soumis au Saint-Siège.

## Territoire
L'ordinariat a juridiction sur les fidèles catholiques des forces armées équatoriennes et de la police national même s'ils se trouvent en dehors des frontières du pays. Le siège est la basilique Notre-Dame-de-la-Merci (es) à Quito.

## Historique
Le vicariat militaire est érigé le 30 mars 1983 par le décret De erigendo de la congrégation pour les évêques. Il est élevé au rang d'ordinariat militaire le 21 avril 1986 par la constitution apostolique Spirituali militum curae du pape Jean-Paul II.

## Évêques
- Juan Ignacio Larrea Holguín (5 août 1983 - 7 décembre 1989), nommé archevêque de Guayaquil
- Raúl Eduardo Vela Chiriboga (8 juillet 1989 - 21 mars 2003), nommé archevêque de Quito
- Miguel Ángel Aguilar Miranda (14 février 2004 - 18 juin 2014)
- Segundo René Coba Galarza (18 juin 2014 - 12 décembre 2019), nommé évêque d'Ibarra
  - Sede vacante (2019-2023)
- José Miguel Asimbaya Moreno, depuis le 31 janvier 2023